# Adam Christian Agricola
Adam Christian Agricola (* 24. Dezember 1593 in Teschen; † 29. Mai 1645 in Königsberg) war ein deutscher reformierter Theologe und Hofprediger an diversen Fürstenhöfen.

## Leben
Adam Christian Agricola stammte aus einer Familie von Theologen. Sein Vater Johannes Agricola (1567–1609) war fürstlicher Hofprediger und Superintendent zu Jägerndorf, sein gleichnamiger Großvater Johann Agricola (ca. 1534–1590) war zuletzt Pfarrer zu Bautzen gewesen. Seine Mutter Martha war die Tochter des Bautzner Rektors Thomas Faber.
Nach Schule und Privatunterricht in Jägerndorf wurde Adam Christian nach dem Tod des Vaters für drei Jahre auf ein Gymnasium in Breslau geschickt, bevor er 1612 die Universität Leipzig bezog, wo er zwei Jahre lang Philosophie und Theologie studierte. 1614 wurde er als Lehrer nach Jägerndorf berufen, 1617 allerdings auf Kosten des Markgrafen Johann Georg auf die Universität Frankfurt an der Oder geschickt, wo er 1618 den Magistergrad erwarb. Anschließend reiste Agricola weiter auf fürstliche Kosten in die Niederlande und nahm an der Dordrechter Synode teil. Dann unternahm er eine fast zweijährige Peregrinatio academica durch England, die Pfalz, wo er sich am 6. September 1619 an der Universität Heidelberg immatrikulierte, und Hessen.
1620 folgte er einem Ruf Johann Georgs in seine Heimat und diente ihm als Feld- und Hofprediger und begleitete seinen Fürsten nach Böhmen, in die Lausitz und nach Schlesien. Er heiratete Rosina Kümmel, die Tochter eines Jägerndorfer Forstmeisters, die ihm neun Kinder gebar.
1622 endete sein Dienst in Jägerndorf mit der Vertreibung seines Fürsten nach der Schlacht am Weißen Berge. Agricola wurde aber von Herzog Johann Albrecht von Mecklenburg nach Güstrow berufen und war dort sechs Jahre als Hofprediger tätig, bis auch dieser Fürst gezwungen war, ins Exil zu gehen. Agricola lebte ein knappes Jahr in Danzig, bevor er 1629 vom brandenburgischen Kurfürsten Georg Wilhelm zum Hofprediger zunächst nach Berlin und ab 1636 nach Königsberg berufen wurde, wohin 1638 auch der kurfürstliche Hofstaat verlegt wurde.
Agricola verfasste einige kontroverstheologische Schriften, die auch den Abendmahlsstreit zwischen Reformierten und Lutheranern betreffen.
Am 29. Mai 1645 erlitt er morgens früh auf der Kanzel einen Schlaganfall und verstarb, ohne das Bewusstsein wiedererlangt zu haben, abends um 7 Uhr im Alter von 51 Jahren. Er hinterließ drei Töchter und drei Söhne. Hauptquelle für seinen Lebenslauf ist die Leichenpredigt, die ihm sein Kollege Johann Bergius hielt.

## Schriften
- Der Kinder Gottes Bereitwilligkeit zu sterben, Leichenpredigt auf Elisabeth von Mecklenburg, Güstrow 1626 (online)
- Widerlegung der Schlußreden D. Lucae Backmeisters Superint. zu Güstrow, s. l. ca. 1628 (online)
- CommunicantenBüchlein. Das ist Unterricht vor die Rechtglaubigen, wie sie sich vor, bey und nach dem gebrauch des H. Abendmahls unsers Herren Jesu Christi verhalten sollen, Hanau 1628, Hanau 1651 (online)
- Spes Et Desiderium Filiorum Dei, Leichenpredigt auf Anna Füsselin, Berlin 1633 (online)
- Eine Christliche Leichpredigt von einem gähen Tode, wie derselbe Kindern Gottes nicht verdamlich, sondern selig ist, Berlin 1636
- Christliche Leichpredigt, dem weyland HochEdlen, Gestrengen und Vesten Herrn Baltzer von Brunnen, Berlin 1644 (online)